# La donzella
La donzella (en coreà: 아가씨 romanitzat Agassi) és un thriller psicològic eròtic dirigit pel director sud-coreà Park Chan-wook i protagonitzat per Kim Min-hee, Kim Tae-ri, Ha Jung-woo i Cho Jin-woong en 2016. Està inspirada en la novel·la Falsa identitat de l'escriptora galesa Sarah Waters, però ambientada en l'ocupació japonesa de Corea en comptes de l'època victoriana a Regne Unit que ocupa la novel·la. S'ha subtitulat al català.
La pel·lícula va ser seleccionada per competir per la Palma d'Or al Festival de Cannes 2016. La pel·lícula va ser estrenada a Corea del Sud l'1 de juny de 2016, amb gran èxit de la crítica. Va acumular uns guanys de més de 37 milions de dòlars a tot el món.

## Sinopsi

### Part 1
En la Corea ocupada pels japonesos, un estafador operant sota l'àlies de "Comte Fujiwara" contracta a una carterista anomenada Sook-hee d'una família d'estafadors; el Comte Fujiwara la vol convertir en una criada de la misteriosa hereva japonesa Lady Hideko, amb la qual Fujiwara planeja casar-se per robar la seva herència. Sook-hee, qui pren el nom de "Tamako", entra a la casa de Hideko, que és controlada pel seu autoritari oncle Kouzuki. Hideko està turmentada pel suïcidi de la seva tia i afirma sentir la seva veu a la nit. Com Sook-hee i Hideko passen molt temps juntes, semblen portar-se bé, Hideko permet a Sook-hee posar-se els seus vestits i les seves joies. Hideko està preocupada per haver de casar-se amb Fujiwara, els seus sentiments cap a ell no són molt forts, però Sook-hee li fa l'amor de forma apassionada, prometent-la els mateixos plaers amb el seu nou marit. Sook-hee comença a expressar la seva renúncia a continuar amb el pla, infeliç per l'atracció fingida de Fujiwara cap a Hideko. La mateixa Hideko sent que ella no pot continuar amb el matrimoni, però Sook-hee insisteix que ho farà, provocant que Hideko la bufetegi i fugi frustrada. Kouzuki deixa el negoci per una setmana, recordant a Hideko que "recordi sempre el soterrani." Hideko i Fujiwara fugen poc després i consumen el seu matrimoni, com demostra una petita taca de sang en els llençols de Hideko l'endemà al matí. Després de retirar l'herència de Hideko, Sook-hee, Hideko, i Fujiwara viatgen al manicomio, però Sook-Hee és ingressada pel personal per dir que ella és de debò Hideko. Després de quedar-se amb una peça de joieria de Hideko, Sook-hee els insulta quan ella és ingressada.

### Part 2
Quan era nena, la tia de Hideko li va ensenyar a llegir, però qualsevol error, confusió o sentiment per qualsevol d'elles dona lloc a un sever càstig físic per part del seu oncle Kouzuki. La casa de Kouzuki alberga una enorme col·lecció de llibres eròtics, que obliga a la tia de Hideko a llegir per als hostes aristocràtics, i després són subhastats entre ells. Incapaç de tolerar l'abús cap a la seva neboda, la tia de Hideko es penja d'un arbre del seu terreny. No obstant això, Kouzuki porta a Hideko al seu soterrani, on ell dona entendre que va assassinar la seva tia després que ella hagués intentat fugir. Mentre Hideko creix, llegeix els llibres en el lloc de la seva tia. Ella fixa la mirada en Fujiwara, que es presenta com un falsificador d'art que Kouzuki contracta per replicar la decoració desapareguda dels seus llibres. Després es troba amb Hideko en privat, oferint-li a ella una sortida a la seva vida abusiva. Ell la informa sobre el seu pla: trobar a una noia coreana pobra i analfabeta per fingir ser la seva criada mentre els ajuda cegament als dos a casar-se, i una vegada que hagin reclamat l'herència, ella col·locarà a la criada en el lloc de Hideko i viurà sota la seva identitat.
Hideko, al principi, és còmplice dels plans, però troba que els sentiments per Sook-hee van creixent amb el temps. En la nit, Sook-hee fa l'amor a Hideko sota el pretext d'enfortir els seus sentiments per Fujiwara, les dues es tornen cada vegada més inseparables, adonant-se del seu veritable amor l'una per l'altra. Hideko s'enfonsa i lamenta que no es pugui casar amb Fujiwara, encara que Sook-hee li diu que ella hauria de fer-ho. Estripada per la seva fugida i amor cap a Sook-hee, intenta penjar-se del mateix arbre que la seva tia, però és salvada per Sook-hee, que entre llàgrimes confessa la seva culpabilitat per intentar reemplaçar a Hideko i robar la seva herència, mentre Hideko admet el seu pla de col·locar-la en el seu lloc. Totes dues juren venjar-se tant de Kouzuki com de Fujiwara, però no sense abans entrar a la biblioteca de Kouzuki i destruir tots els llibres que tingui en la seva possessió abans de marxar per casar-se.

### Part 3
Durant el sopar, Fujiwara fantasia amb la seva riquesa i la seva nova vida amb Hideko. Mentrestant, Sook-hee aconsegueix escapar del manicomi desbloquejant el cadenat del seu peu usant la forqueta que li dona Bok-soon (la cuidadora de la família de contrabandistes), que es disfressa de bomber i rescata a Sook-hee d'un petit foc. Aquesta nit, en un hotel, Hideko visita l'habitació de Fujiwara intentant convèncer-lo que begués el vi que ella ha amanit amb un fort opiaci que li va donar com una forma de suïcidi indolor en cas que el seu pla fallés. Quan Fujiwara no mostra interès a beure el vi, Hideko intenta seduir Fujiwara. Fujiwara finalment s'empassa el vi i intenta violar Hideko, però cau adormit pels efectes de l'opiaci. Sook-hee i Hideko es reuneixen a l'hotel i l'abandonen immediatament, recluten la seva família d'estafadors per falsificar els passaports i abandonen el país amb Hideko, malgrat els esforços de Kouzuki de mantenir-les al país a través de la seva influència.
Kouzuki casualment troba a Fujiwara i li porta de retorn a la seva finca. El tortura en el seu celler amb la seva col·lecció d'eines d'edició de llibres antigues i li pressiona per obtenir detalls sexuals sobre la seva neboda. Fujiwara compte una història falsa sobre la seva nit de noces on es revela que de debò Hideko s'havia tallat la mà en un ganivet i tacat els seus propis llençols, negant-se a dormir amb Fujiwara. Quan Kouzuki pressiona a Fujiwara per obtenir més detalls de la falsa història, ell convenç a Kouzuki per encendre-li uns cigarrets. Finalment, segur que l'habitació s'ha saturat del fum blau procedent dels seus cigarrets, un disgustat Fujiwara es nega a donar més detalls a Kouzoki i revela que els seus cigarrets havien estat lligats amb mercuri i el gas tòxic dins del fum els estava matant ara tots dos. Kouzoki i Fujiwara moren abans que Kouzoki pugui llevar el penis de Fujiwara amb unes tisores. En un transbordador a Xangai (Xina), Sook-hee i Hideko celebren la seva victòria fent l'amor una vegada més.